# Classe de Chern
Em matemática, em particular em topologia algébrica e geometria e topologia diferencial, as classes de Chern são um tipo particular de classe característica associada a fibrados vetoriais complexos.
As classes de Chern recebem este nome devido a Shiing-Shen Chern, quem primeiro deu uma definição geral delas nos anos 1940.